# Comuna Ruscova, Maramureș
Ruscova (în ucraineană: Рускова, în maghiară: Visóoroszi, în germană: Rosskowa) este o comună în județul Maramureș, Transilvania, România, formată numai din satul de reședință cu același nume.

## Demografie
Componența etnică a comunei Ruscova
     Ucraineni (84,68%)
     Români (6,48%)
     Romi (3,2%)
     Alte etnii (0,13%)
     Necunoscută (5,51%)
Componența confesională a comunei Ruscova
     Ortodocși (78,63%)
     Penticostali (12,6%)
     Adventiști (2,03%)
     Alte religii (1,15%)
     Necunoscută (5,58%)
Conform recensământului efectuat în 2021, populația comunei Ruscova se ridică la 5.373 de locuitori, în scădere față de recensământul anterior din 2011, când fuseseră înregistrați 5.541 de locuitori. Majoritatea locuitorilor sunt ucraineni (84,68%), cu minorități de români (6,48%) și romi (3,2%), iar pentru 5,51% nu se cunoaște apartenența etnică. Din punct de vedere confesional, majoritatea locuitorilor sunt ortodocși (78,63%), cu minorități de penticostali (12,6%) și adventiști (2,03%), iar pentru 5,58% nu se cunoaște apartenența confesională.

## Politică și administrație
Comuna Ruscova este administrată de un primar și un consiliu local compus din 15 consilieri. Primarul, Ioan Turcsin[*], de la Partidul Național Liberal, este în funcție din 2012. Începând cu alegerile locale din 2024, consiliul local are următoarea componență pe partide politice:
|  | Partid                           | Consilieri | Componența Consiliului | Componența Consiliului | Componența Consiliului | Componența Consiliului | Componența Consiliului | Componența Consiliului | Componența Consiliului | Componența Consiliului |
|  | -------------------------------- | ---------- | ---------------------- | ---------------------- | ---------------------- | ---------------------- | ---------------------- | ---------------------- | ---------------------- | ---------------------- |
|  | Partidul Național Liberal        | 8          |                        |                        |                        |                        |                        |                        |                        |                        |
|  | Uniunea Ucrainenilor din România | 4          |                        |                        |                        |                        |                        |                        |                        |                        |
|  | Partidul Social Democrat         | 2          |                        |                        |                        |                        |                        |                        |                        |                        |
|  | Uniunea Salvați România          | 1          |                        |                        |                        |                        |                        |                        |                        |                        |

## Vezi și
- Biserica de lemn din Ruscova-Oblaz
- Munții Maramureșului (sit de importanță comunitară)

## Galerie de imagini

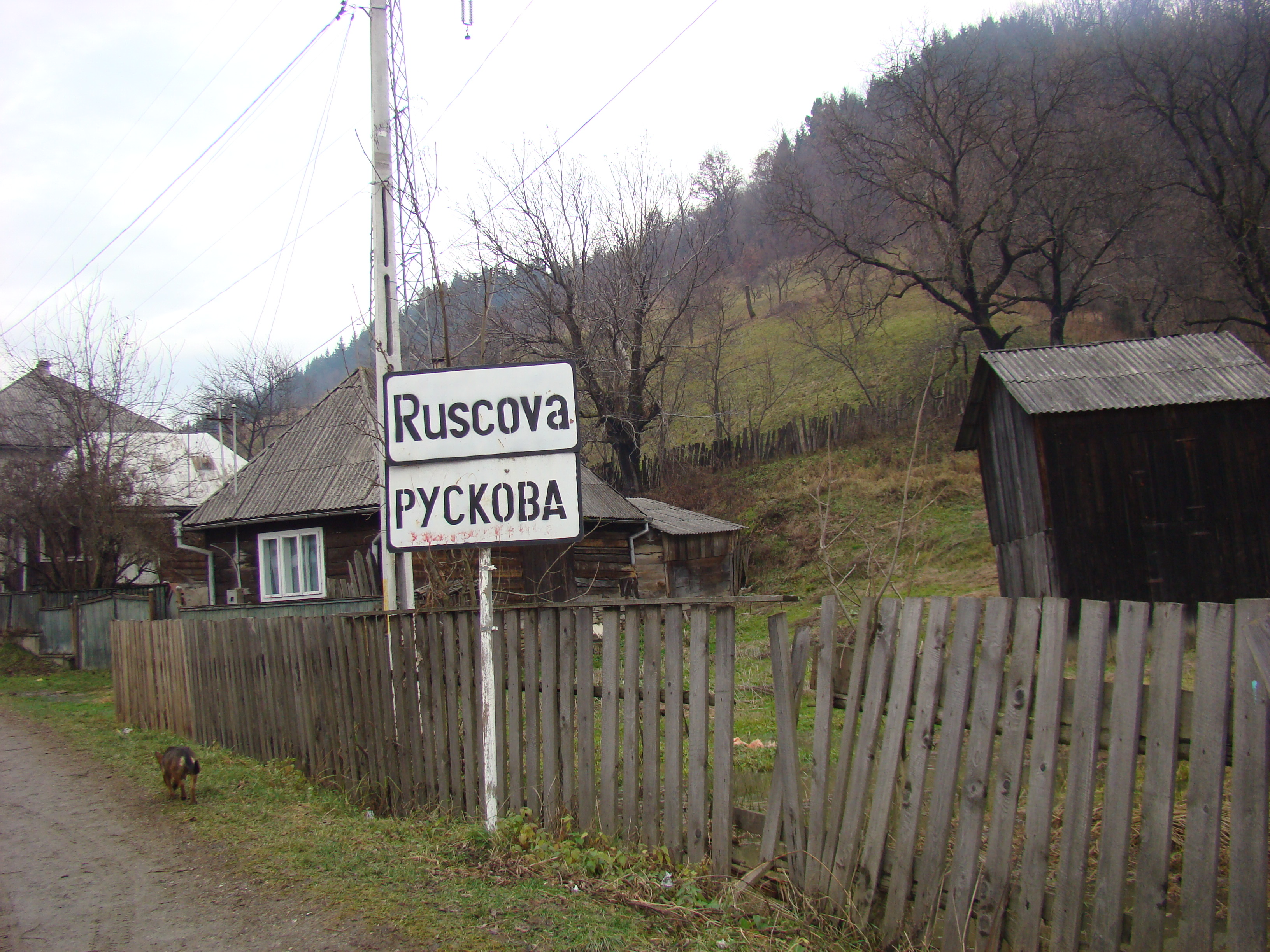
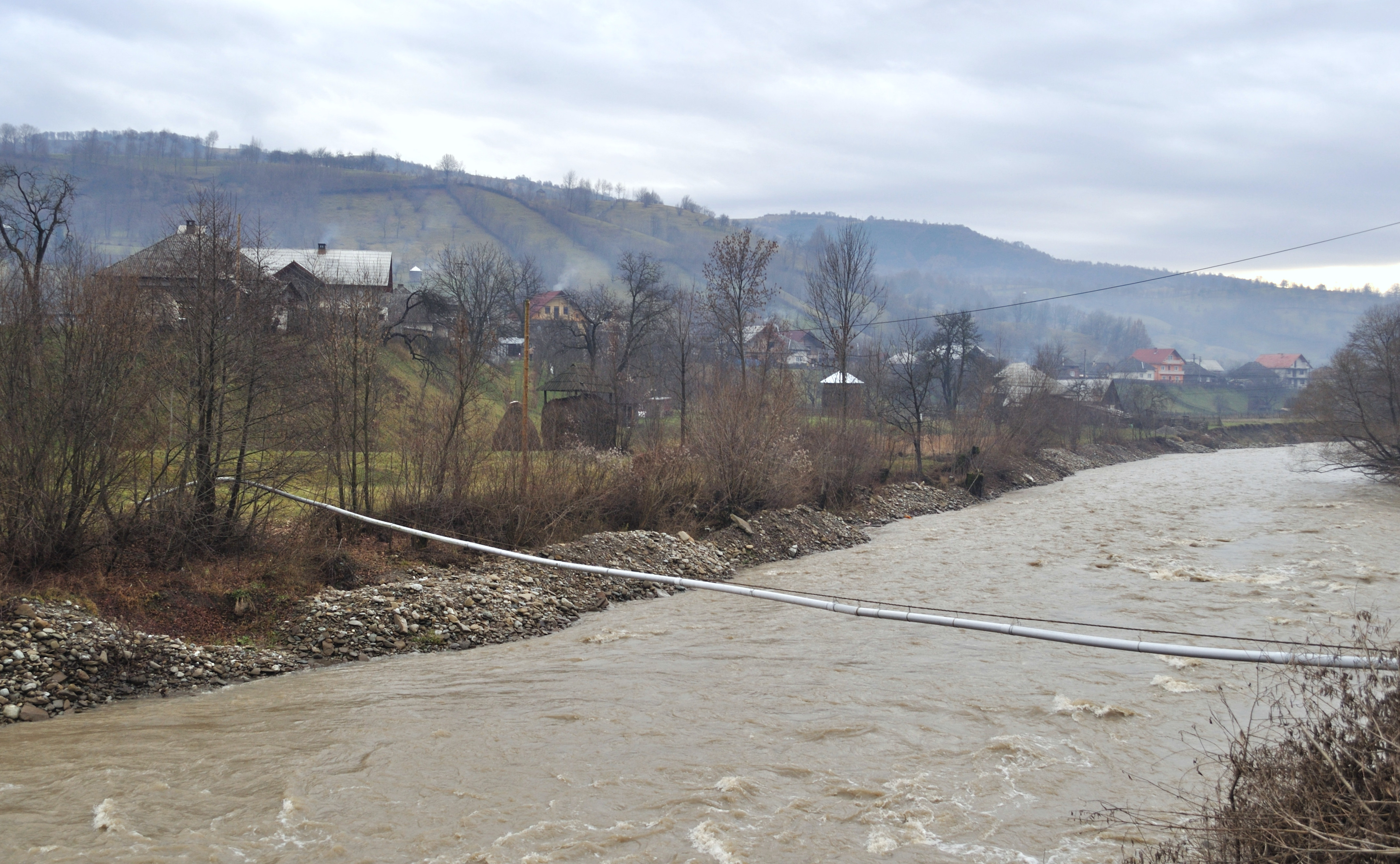
Râul Ruscova
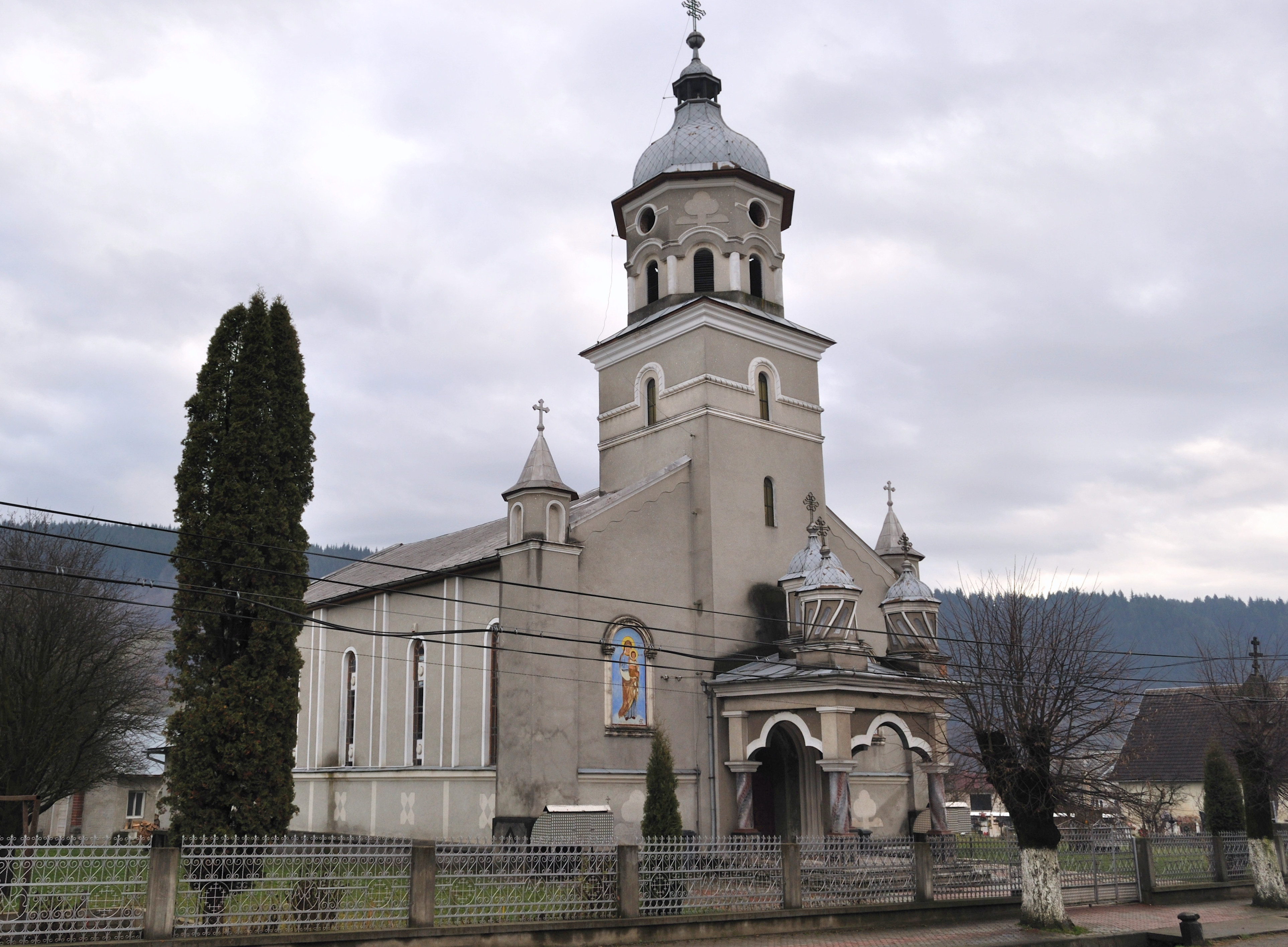
Biserica ortodoxă de zid
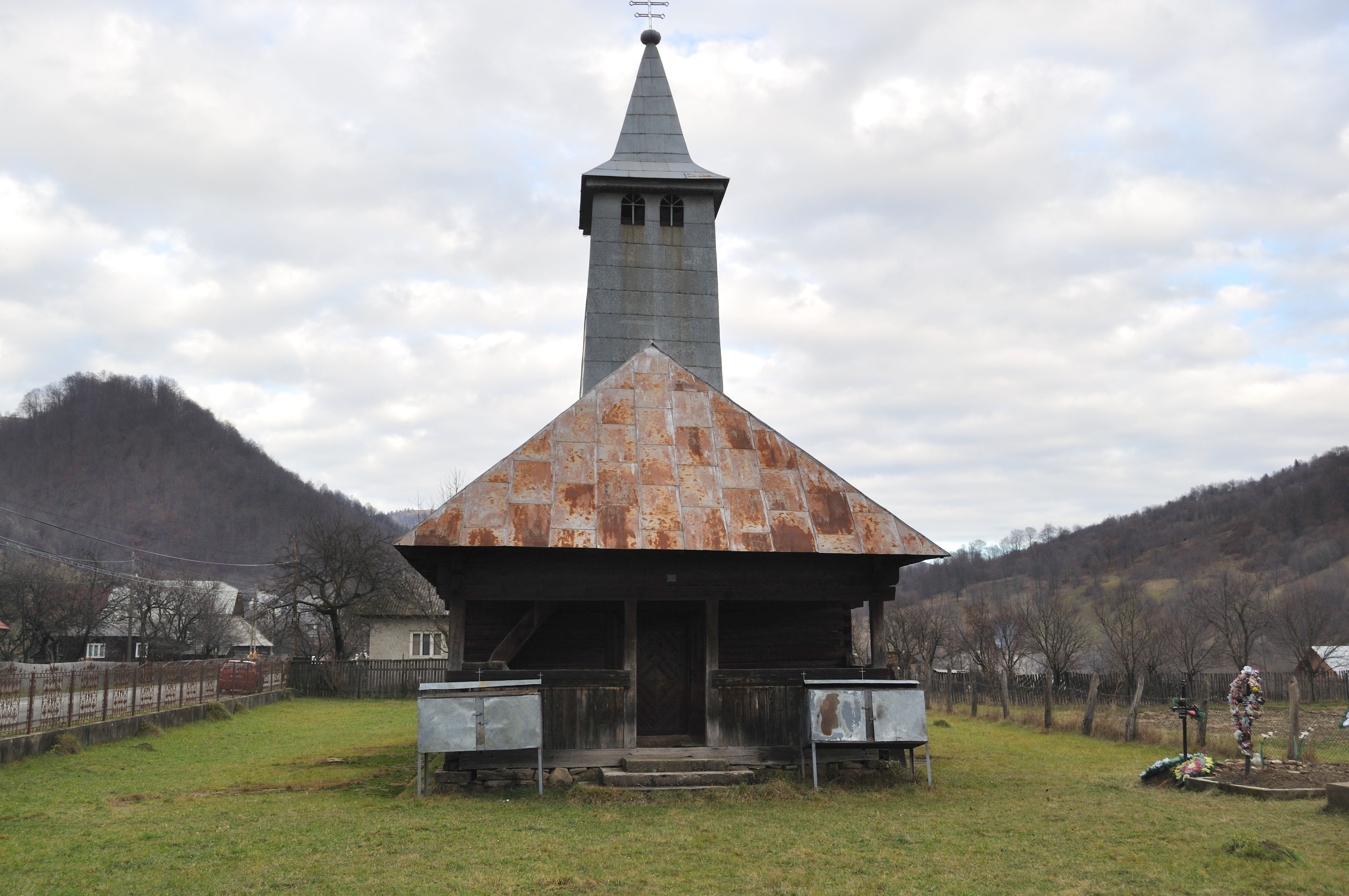
Biserica de lemn ucraineană din Ruscova